# Alía (Spanyolország)
Alía település Spanyolországban, Cáceres tartományban. Alía Cañamero, Guadalupe, Helechosa de los Montes, Herrera del Duque, Navezuelas, Puerto de San Vicente, Sevilleja de la Jara, Talarrubias, Valdecaballeros, Villar del Pedroso, Castilblanco, Carrascalejo és Mohedas de la Jara községekkel határos. Lakosainak száma 746 fő (2024).

## Népesség
A település népessége az elmúlt években az alábbi módon változott:
| Lakosok száma | 1368 | 1210 | 1140 | 1021 | 1028 | 936  | 891  | 834  | 783  | 746  |
|               | 2001 | 2004 | 2006 | 2009 | 2011 | 2014 | 2016 | 2019 | 2021 | 2024 |